# Нитрат палладия(II)
Нитрат палладия(II) — неорганическое соединение, соль металла палладия и азотной кислоты с формулой Pd(NO3)2, жёлто-коричневые кристаллы, в воде подвергается полному гидролизу.

## Получение
- Растворение палладия, оксида палладия(II) в разбавленной азотной кислоте:

{\displaystyle {\mathsf {Pd+4HNO_{3}\ {\xrightarrow {80^{o}C}}\ Pd(NO_{3})_{2}+2NO_{2}\uparrow +2H_{2}O}}}
{\displaystyle {\mathsf {PdO+2HNO_{3}\ {\xrightarrow {}}\ Pd(NO_{3})_{2}+H_{2}O}}}

## Физические свойства
Нитрат палладия(II) образует жёлто-коричневые кристаллы.
В воде подвергается полному гидролизу, устойчив в подкисленных растворах.

## Химические свойства
- При нагревании разлагается:

{\displaystyle {\mathsf {2Pd(NO_{3})_{2}\ {\xrightarrow {350^{o}C}}\ 2PdO+4NO_{2}\uparrow +O_{2}\uparrow }}}
- В водных растворах подвергается полному гидролизу:

{\displaystyle {\mathsf {Pd(NO_{3})_{2}+H_{2}O\ {\xrightarrow {}}\ Pd(NO_{3})OH\downarrow +HNO_{3}}}}
{\displaystyle {\mathsf {Pd(NO_{3})_{2}+2H_{2}O\ {\xrightarrow {100^{o}C}}\ Pd(OH)_{2}\downarrow +2HNO_{3}}}}
- Реагирует с концентрированной соляной кислотой:

{\displaystyle {\mathsf {Pd(NO_{3})_{2}+4HCl\ {\xrightarrow {}}\ H_{2}[PdCl_{4}]+2HNO_{3}}}}
- Реагирует с щелочами:

{\displaystyle {\mathsf {Pd(NO_{3})_{2}+2NaOH\ {\xrightarrow {}}\ Pd(OH)_{2}\downarrow +2NaNO_{3}}}}
- Иначе реакция идёт с растворами аммиака:

{\displaystyle {\mathsf {Pd(NO_{3})_{2}+4(NH_{3}\cdot H_{2}O)\ \xrightarrow {} \ [Pd(NH_{3})_{4}](NO_{3})_{2}+4H_{2}O}}}